# Берже, Марсель
Марсе́ль Берже́ (фр. Marcel Berger; 14 апреля 1927, Париж, Франция — 15 октября 2016, Париж) — французский математик, основной организатор группы «Артур Бессе».
В 1953 году окончил Высшую нормальную школу. С 1964 года по 1966 год преподавал в университете Ниццы. С 1985 года по 1994 год возглавлял Институт высших научных исследований.
Основные работы в области дифференциальной геометрии и топологии; ключевые результаты — доказательство топологической теоремы о сфере с четверть-защеплением на кривизну и определение сфер Берже — однопараметрического семейства римановых многообразий, диффеоморфных трёхмерной сфере, которое часто используется как пример в различных вопросах римановой геометрии.
Член Французской академии наук с 29 ноября 1982 года. Кавалер ордена Почётного легиона, офицер Ордена Академических пальм.

## Избранная библиография
- Берже М. Геометрия. — М.: Мир, 1984. — Т. 1—5.
- Берже М., Берри Ж.-П., Пансю П., Сен-Реймон К. Задачи по геометрии с комментариями и решениями. — М.: Мир, 1989.